# Eco de Euterpe
L'Eco de Euterpe va aparèixer per primera vegada el 1859 com a "Periódico dedicado a los señores concurrentes a los Jardines de esta musa". És una de les revistes amb més anys de publicació. Aquest periòdic, originat per Josep Anselm Clavé, acompanyava l'entrada que compraven els assistents als concerts de la societat coral Euterpe als jardins d'Euterpe a Barcelona. Clavé hi anà publicant en els butlletins les lletres de les cançons. També hi figuraven tots els esdeveniments relacionats, així com fragments literaris, notícies i poemes.
Clavé va ser un músic, poeta i polític. La coral Euterpe havia estat fundada l'any 1850. Els primers espectacles es feien en el local Euterpe, però després es van traslladar als Camps Elisis, al Passeig de Gràcia. Clavé va inaugurar les anomenades revistes claverianes, que duraren molts anys, i van servir de model de moltes altres revistes de Barcelona, i fins i tot, de Catalunya, de fet van copiar el nom i tot. Això fa pensar de la repercussió que va tenir la revista.
La periodicitat de l'Eco era de dos o tres per setmanes. El primer número de l'Eco de Euterpe va publicar-se el 5 de maig de 1859 i l'últim va ser al 30 de juliol de 1911, sent el número 691. S'imprimia en quatre pàgines a dues columnes. Era gratuït i bilingüe. Al principi el text en castellà era molt més extens, però després es va equilibrar amb el català. Tothom qui anava a gaudir dels espectacles, en comprar l'entrada, rebia l'Eco de Euterpe.

## Història
Segons el seu encapçalament, des del primer número fins al 136 (any IV) es definia com a "Periódico dedicado exclusivamente a los señores concurrentes a los jardines de esta musa", i a partir del número 137 com "Periódico dedicado exclusivamente a los señores concurrentes a los Campos Elíseos", això és degut al canvi d'emplaçament dels concerts. I a partir del número 326 (any IX) va subtitular-se "Periódico recreativo que se publica exclusivamente en obsequio a los señores que concurren a las funciones de la Sociedad Coral Euterpe", i des del 1888 va afegir-se, referint-se a la societat coral Euterpe, "Primera creada en España por D. José A. Clavé".

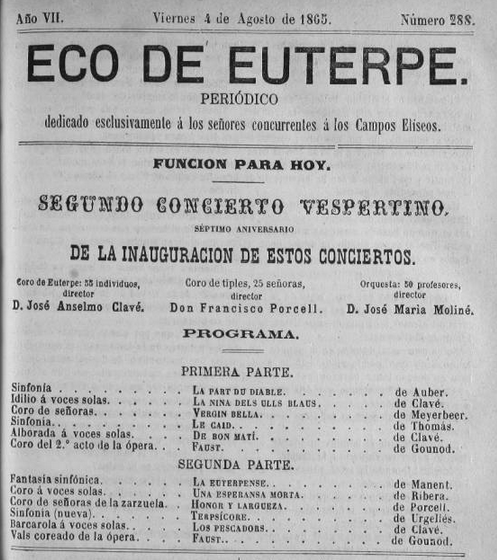
Portada Eco de Euterpe

Fou editat, primer, per la Impremta d'Euterpe, del mateix Calvé i després per la impremta de Narciso Ramírez; i del seu contingut ells mateixos afirmaven que "la diversidad de materias que contienen los números publicados hacen su lectura sumamente agradable para toda clase de personas". Bàsicament contenia poesies, anècdotes, costumari, històries musicals i articles diversos.
Tot i els cinquanta-tres anys de publicació, l'Eco de Euterpe va mantenir una mateixa estructura i unes característiques que són comunes en tots els números. Primerament, en totes les 691 edicions, el programa amb els títols i els autors de les obres interpretades apareixien en la pàgina de portada. Tot seguit, en les pàgines posteriors s'hi afegien les narracions, els poemes, les opinions, els anuncis, les notícies, que acabaven d'omplir l'espai disponible.
Del primer número fins a l'últim, la presència de Clavé en l'Eco de Euterpe va ser continuada. Un cop va morir (1874) s'hi podia llegir a la portada "Fundador: José Anselmo Clavé", que es va mantenir fins a la desaparició del diari.
L'any 1963 el diari va patir un seguit de canvis. El fundador, Clavé, va abandonar temporalment la direcció de l'Eco ja que, va fundar i dirigir el setmanari "El Metrónomo". Va deixar en mans del diari a Josep Güell i Mercader. La transformació de l'Eco de Euterpe va ser més que apreciable i el principal canvi va ser la disminució de la utilització del català. La majoria dels articles d'opinió cultural, les notícies referents a les societats i els treballs de difusió del cant coral van desaparèixer i les col·laboracions van reduir-se gairebé al no-res.
Aquella etapa el número d'Ecos van disminuir d'una manera brutal a causa de diferents factors. Un dels més importants va ser la pèrdua de popularitat dels concerts corals que van fer evident aquell retrocés que mai més tornarien a recuperar-se.

## Final
Dos mesos després de la mort de Josep Anselm Clavé va començar l'última temporada de l'Eco d'Euterpe que va anar del 1874 al 1911. Abans de morir Clavé, va deixar la direcció dels Camps Elisis en mans d'una comissió organitzadora. Aquests anys els números d'impressions també van ser molt baixos. L'Eco es va convertir en un vehicle de transmissió sobretot de poesia. La majoria d'obres estaven escrites en català. Els pocs poemes de Jacint Verdaguer que van reproduir-se en l'Eco de Euterpe es troben en aquest darrer període, quan van incorporar-se noves veus com Dolors Riera, Josep Feliu i Codina, etc.
Certament, el temps havia passat, els cors havien anat canviant i el diari va esdevenir un periòdic-programa totalment diferent del que havia projectat Clavé. El tres d'abril de 1910 va morir Celestí Sadurní, el compositor que ho dirigia en aquells moments.
La seva mort i la crisi absoluta del sector—en què només se celebraven dos o tres concerts per temporada— van fer que acabés completament amb l'Eco de Euterpe. El 30 de juliol de 1911 va ser repartit als assistents per última vegada.

## Directors i col·laboradors
- Director/a: Josep Anselm Clavé i Camps (1859-1874)
- Francisco Porcell (1874-1875)
- Josep Güell i Mercader (1874-1887)
- Enric Morera (1877)
- Joaquín María Vehils (1887)
- Celestí Sadurní (1897-1900) (1906-10)
- Eduard Vidal i Valenciano